# Rafael Moura
Rafael Martiniano de Miranda Moura, mais conhecido como Rafael Moura ou He-Man (Belo Horizonte, 23 de maio de 1983), é um ex-futebolista brasileiro que atuava como atacante.

## Carreira

### Início
Iniciou na categoria de base do Cruzeiro em 1991, e em 1992 foi para o Atlético Mineiro dos nove aos dezesseis anos. No ano de 2000, assinou seu primeiro contrato profissional no Villa Nova com dezessete anos.

### Atlético Mineiro
Três anos depois, retornou ao Atlético Mineiro, atuou como juniores, conquistando vários títulos, incluindo um torneio internacional disputado na Croácia, sendo dele a artilharia. Conquistou o título brasileiro de seleção estadual sub 20 com o técnico Ney Franco. Paralelamente ao futebol de campo, durante três anos, jogou futsal pelo Minas Tênis Clube, em que foi tricampeão e artilheiro dos campeonatos que disputou. Em 2004, no Atlético Mineiro, fez apenas dois jogos no profissional - contra o Vitória e Guarani-MG. No mesmo ano, foi transferido para o próprio Vitória, sendo contratado para ser reserva de Edílson Capetinha e Obina.
No início do ano de 2005, fraturou o pé, passou por cirurgia e ficou dez meses parado.

### Paysandu
No segundo semestre de 2005, foi para o Paysandu e já na sua estreia contra o Botafogo marcou gol. O treinador na época, Carlos Alberto Torres, o efetivou então como titular da camisa 11, fazendo ótima dupla de ataque com Robgol e tendo uma média de onze gols em catorze partidas mas não conseguiu evitar o rebaixamento do Papão. Mas o atacante chamou a atenção do Corinthians, que o contratou para o ano seguinte.

### Corinthians
Na equipe, dirigida pelo técnico Antônio Lopes, Rafael estava cotado para ser o reserva do time para a posição, mas impressionou nos treinos e estreou fazendo gol contra o Noroeste, em jogo válido pelo Campeonato Paulista de 2006. Nos primeiros jogos marcou três gols, e logo, por sua garra e aspecto físico, ganhou o carinhoso apelido de He-Man.

### Fluminense
Em 2007, transferiu-se para o Fluminense, junto com o seu ex-companheiro do Corinthians, Carlos Alberto e foi campeão da edição daquele ano da Copa do Brasil.
No segundo semestre foi emprestado para o clube francês Lorient, onde assinou um contrato com validade por um ano. Na sua chegada, no entanto, logo na primeira semana de treinamento teve uma contusão e ficou seis meses afastado. No seu retorno fez dois jogos e marcou um gol.

### Atlético Paranaense
No dia 19 de julho de 2008, assinou com o Atlético Paranaense. No mesmo ano, fez o seu papel e ajudou o time a escapar do rebaixamento no campeonato brasileiro daquele ano. Em 2009, ainda no Atlético-PR, foi campeão paranaense e premiado como o craque do Campeonato Paranaense, artilheiro com catorze gols. No Campeonato Brasileiro daquele ano, teve problemas com a diretoria do clube e acabou afastado juntamente com mais quatro jogadores.

### Goiás
Rafael saiu do Atlético-PR e se transferiu para o Goiás, assinando contrato até o final de 2010. Nesse período, ajudou o clube a conquistar uma vaga inédita na final da Copa Sul-Americana, onde foi vice-campeão e artilheiro da competição com oito gols, assim se destacando no Goiás e sendo um dos principais jogadores do clube no ano. Rafael Moura até hoje é considerado ídolo do time esmeraldino.

### Retorno ao Fluminense
Depois de ter se destacado no Goiás, no dia 27 de janeiro de 2011 acertou a sua volta ao Fluminense. Seu primeiro jogo nesta volta ao time carioca foi contra o Botafogo, no dia 6 de fevereiro de 2011, quando marcou dois gols, mas não impediu a derrota de 3–2, em jogo válido pela Taça Guanabara.
Foi uma peça importante na grande campanha do Fluminense no Campeonato Brasileiro de 2011 e no Campeonato Carioca de 2012, tendo sido o autor do gol da vitória tricolor no segundo jogo da final sobre o Botafogo, que sacramentou o título tricolor, que havia ganho a primeira partida por 4–1, tendo disputado ainda algumas partidas pelo time que se sagraria campeão brasileiro neste ano.

### Internacional

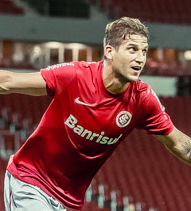
Rafael Moura em 2014.

No segundo semestre de 2012, o Internacional acertou a contratação de Rafael Moura. Em 17 de outubro de 2012, marcou seu primeiro gol pelo Internacional contra o Figueirense no Beira-Rio. Marcou mais uma vez na vitória sobre o Palmeiras por 2–1 também no Beira-Rio válida pela 33.ª rodada.
Em 2013, começou na reserva imediata de Leandro Damião após se recuperar de uma cirurgia realizada no pé. Com a saída de João Paulo para o Atlético Goianense, Rafael Moura herdou a camisa 11. Em 2014, ganhou a titularidade com a chegada do novo técnico Abel Braga, o qual já trabalhou com o jogador no Fluminense. Marcou dois dos quatro gols na goleada contra o Caxias, no retorno do Inter ao Estádio Beira-Rio.
A temporada de 2014 não foi boa para o He-Man, criticado por boa parte da torcida por não ter atuações convincentes e perder muitos gols. Mesmo assim Rafael Moura terminou como artilheiro do time na temporada marcando um gol importante contra o Figueirense em partida válida pela última rodada do Brasileirão 2014, ajudando o Inter a vencer a partida e conseguir vaga direta a fase de grupos da Copa Libertadores. Neste mesmo jogo ele se envolveu em uma confusão com jogadores do Figueirense e o arbitro da partida, Rafael defendeu o juiz dos jogadores inclusive escoltando o arbitro até a tropa de choque da polícia, protagonizando uma cena engraçada e bastante comentada em programas esportivos e redes sociais.
Na temporada de 2015, Rafael Moura se tornou reserva do ataque do Internacional, mas sempre dando resultado positivo ao entrar nas partidas.
No dia 17 de maio de 2015, Rafael Moura completou cem jogos oficiais pelo Internacional. Em 27 de maio de 2015, Moura marca o gol mais importante de sua passagem pelo Inter, diante do Santa Fe pela Libertadores, garantindo o time colorado na semifinal da competição.

### Figueirense
No dia 23 de fevereiro de 2016, após muitas especulações, Rafael Moura finalmente acertou seu retorno ao Atlético Mineiro. O jogador, porém, foi logo repassado ao Figueirense, por um ano de empréstimo, como parte da negociação do clube mineiro para a contratação do atacante Clayton.
Logo em sua partida de estreia pelo clube catarinense, o atacante balançou as redes na vitória sobre o Guarani de Palhoça. Na Copa Sul-Americana marcou três gols contra o Flamengo, e um deles foi de cobertura, marcando um gol, na vitória do Figueira por 4–2. Com esses gols, se tornou o maior carrasco do Flamengo no século, com nove gols marcados contra o Rubro-Negro.
Depois de alguns jogos voltou a marcar para o Figueira, no empate contra o Corinthians em 1–1, marcando seu oitavo gol no Brasileirão.

### Retorno ao Atlético Mineiro
De volta ao Galo para temporada 2017, clube em que foi formado e que é torcedor declarado, Rafael marcou seu primeiro gol como profissional com a camisa alvinegra na vitória por 3–0, sobre o Uberlândia, dia 12 de fevereiro.
Rafael marcou gol na vitória contra o Flamengo por 2–0 no Independência. No século XXI, Rafael Moura é o maior carrasco Rubro-Negro, com onze gols marcados.

### Retorno ao Goiás
No dia 12 de julho de 2019, o Goiás oficializou a contratação do atacante, que volta ao Verdão após nove temporadas. O veterano estava sem clube desde 2018, quando defendeu o América-MG. Ele foi a alternativa encontrada pela diretoria esmeraldina para a ausência de Walter, que teve a pena por doping ampliada e não poderá defender o time no Campeonato Brasileiro.

### Botafogo
Em junho de 2021, Rafael Moura fechou contrato até o final do ano com o Botafogo, com cláusulas por gols marcados e jogos disputados que ativariam uma renovação automática. Entretanto, em dezembro, foi noticiado que essas metas não foram cumpridas, e que o atacante estaria de saída do alvinegro.

### Aposentadoria
Em agosto de 2022, Moura anunciou ao portal ge que havia se aposentado do futebol e iniciado uma carreira como jogador de tênis de praia.

## Títulos

#### Atlético Mineiro
- Campeonato Mineiro: 2017

#### Internacional
- Campeonato Gaúcho: 2013, 2014 e 2015
- Taça Farroupilha: 2013
- Taça Piratini: 2013

#### Fluminense
- Campeonato Brasileiro: 2012
- Campeonato Carioca: 2012
- Taça Guanabara: 2012
- Copa do Brasil: 2007

#### Atlético Paranaense
- Campeonato Paranaense: 2009
- Challenger Brazil/USA: 2009

#### Botafogo
- Campeonato Brasileiro - Série B: 2021

### Recordes e Marcas
- Brasileiro com mais gols na Copa Sul-americana: 14 Gols
- 4° Maior Artilheiro da Copa Sul-americana: 14 Gols
- Maior Artilheiro do Goiás na Copa Sul-americana: 8 Gols
- 9° Maior Artilheiro do Goiás no Campeonato Brasileiro: 27 Gols [25]

## Artilharias

#### Goiás
- Copa Sul-Americana: 2010 (8 gols)

#### Atlético Paranaense
- Campeonato Paranaense: 2009 (14 gols)